# Адолф Кетле
Ламберт Адолф Жак Кетле (22. фебруар 1796 — 17. фебруар 1874) је био белгијски астроном, математичар, статистичар и социолог. Основао је и усмерио Краљевску опсерваторију Белгије и извршио велики утицај на увођење статистичких метода у друштвене науке. Развио је скалу индекса телесне масе.

## Биографија
Адолф Кетле је рођен 22. фебруара у Генту (који је у то време био део нове Француске Републике). Његов отац био је Франсоа Августин Жак Хенри Кетле, Француз, а мајка Ен Франсоа Вандервелде, Фламанка. Франсоа Кетле је рођен у Аму (Пикардија), али будући да је био авантуристичког духа, прешао је Ламанш и постао британски држављанин и секретар шкотског племића. У том својству је путовао по континенту, посебно проводећи време у Италији. Након тога је добио посао и настанио се у Генту, где је Адолф рођен као пето од деветоро деце, од којих је неколико умрло у детињству. Франсоа је умро када је Адолф имао само 7 година.
Кетле је похађао Гимназију у Генту у којој је 1815. године почео да предаје математику. Године 1819. је прешао у Атенеум у Бриселу и исте године завршио дисертацију (De quibusdam locis geometricis, necon de curva focal - О неким новим својствима жижне даљине и неких других кривих).
Године 1819. додељена му је докторска диплома из математике Универзитета у Генту. Убрзо након тога одлучио је да убеди владине званичнике и приватне инвеститоре да изграде астрономску опсерваторију у Бриселу. У тој намери је успео 1828. године. Постао је члан Краљевске академије уметности у Лондону 1820. године. Предавао је у Музеју наука и у Белгијској војној школи. Године 1825. постао је дописник Краљевског института у Холандији. Од 1841. до 1851. године био је помоћник на Краљевском институту, а када је име института промењено у Холандска краљевска академија наука и уметности, Адолф постаје страни члан. Године 1850. изабран је за страног члана Шведске краљевске академије наука.
Кетле је основао неколико статистичких часописа и друштава. Био је заинтересован за остварење међународне сарадње статистичара. Подстакао је стварање статистичке секције у Краљевском друштву које је касније постало Краљевско статистичко друштво чији је први прекоморски члан био управо он.
Године 1855. Кетле је оболео од апоплексије која је смањила али не и окончала његову научну активност. Умро је 17. фебруара 1874. године у Бриселу, где је и сахрањен. 

## Рад
Његов научно-истраживачки рад обухватао је широк спектар научних дисциплина: метеорологију, астрономију, математику, статистику, демографију, социологију, криминологију, антропометрију и историју науке. Допринео је развоју науке и написао неколико монографија. Основао је Краљевску опсерваторију Белгије и неколико националних и међународних друштава и научних часописа. Председавао је првим састанцима Међународног статистичког конгреса. Кетле је био либералан и антиклерикалан, али није био атеиста, материјалиста нити социјалиста.

### Социјална физика
Нова наука о вероватноћи и статистици била је углавном коришћена у астрономији у којој је било кључно одредити величину одступања. То се вршило помоћу методе најмањих квадрата. Кетле је био међу првим научницима који су примењивали статистику у друштвеној науци, коју је он називао "социјална физика". Био је свестан сложености друштвених феномена и многих варијабли којима је било потребно мерење. Његов циљ је било разумевање закона статистике који се налазе у основи друштвених феномена као што су стопа криминала, брака или самоубиства. Желео је да објасни вредност датих варијабли помоћу осталих друштвених фактора. Ове идеје су остали научници сматрали контроверзним због тога што су представљале супротност концепту слободе избора.
Његова најутицајнија књига је Sur l'homme et le développement de ses facultés, ou Essai de physique sociale (Расправа о човеку и развоју његових способности, или Есеји о социјалној физици), објављена 1835. године. У њој поставља основ за пројекат о социјалној физици и описује концепт "просечног човека" (l'homme moyen) кога карактеришу очекиване вредности измерених варијабли. Када је Огист Конт открио да је Кетле присвојио термин "социјална физика", који је он представио, окренуо се успостављању термина "социологија". Конт се није слагао са статистичким тежњама Адолфа Кетла.

### Криминологија
Кетле је био утицајна личност у криминологији. Помогао је да се оснује Картографска школа и Позитивистичка школа у криминологији у којима су статистичке методе биле у широкој употреби. Кроз статистичке анализе, Кетле је стекао увид у везу између злочина и других друштвених фактора. На пример, уочио је значајну повезаност између година и злочина и између пола и злочина. Други фактори које је открио односили су се на климу, сиромаштво, образовање и конзумирање алкохола. Његова открића објављена су у делу "О развоју склоности ка злочину".

### Антропометрија
У тексту о социјалној физици који је објављен 1835. године, он представља своју теорију о људским варијансама око просека где су људске особине подељене у складу са нормалном кривом.
Једна од Кетлових трајних заоставштина јесте успостављање једноставне мере за класификацију људске тежине у односу на идеалну тежину. Његов пројекат, индекс телесне масе или Кетлов индекс, издржао је до данас уз мање измене. Антропометријски подаци се користе у модерним програмима и у развоју сваког производа који је намењен потрошачима.

## Награде и одликовања
Адолф Кетле је био изабран за страног члана Краљевског друштва.
Астероид 1239 Queteleta је назван по њему.

## Публикације
- 1823. Relation d'un voyage fait à la grotte de Han au mois d'août 1822'. 'With M.M. Kickx.
- 1827. Recherches sur la population, les naissances, les décès, les prisons, les dépôts de mendicité, etc., dans le royaume des Pays-Bas.
- 1829. Recherches statistiques sur le royaume des Pays-Bas.
- 1831. The Propensity to Crime.
- 1834. Astronomie élémentaire.
- 1835. Sur l'homme et le développement de ses facultés, ou Essai de physique sociale.
- 1838. De l'influence des saisons sur la mortalité aux différens âges dans la Belgique.
- 1839. Catalogue des principales apparitions d'étoiles filantes.
- 1842. A Treatise on Man and the Development of His Faculties.
- 1843. Sur l'emploi de la boussole dans les mines.
- 1845—1851. Sur le climat de la Belgique.
- 1848. Du système social et des lois qui le régissent.
- 1848. Sur la statistique morale et les principes qui doivent en former la base.
- 1850. Mémoire sur les lois des naissances et de la mortalité à Bruxelles.
- 1853. Mémoire sur les variations périodiques et non périodiques de la température, d'après les observations faites, pendant vingt ans, à l'observatoire royal de Bruxelles.
- 1864. Histoire des sciences mathématiques et physiques chez les Belges.
- 1867. Météorologie de la Belgique comparée à celle du globe.
- 1867. Sciences mathématiques et physiques au commencement du XIXe siècle.
- 1869. Sur la physique du globe en Belgique.
- 1870. Anthropométrie, ou Mesure des différentes facultés de l'homme.